# 요요

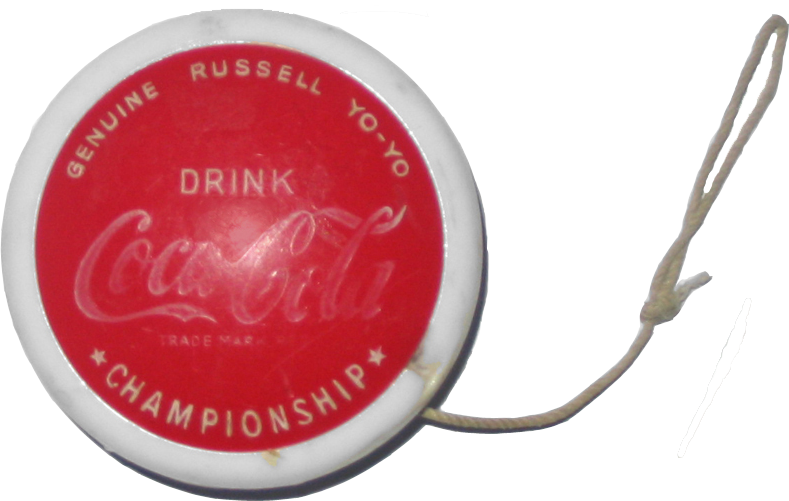
1960년대의 코카콜라 요요

요요(영어: yo-yo)는 장난감의 하나이다.

## 기원
요요는 매우 오래된 놀이기구이며, 고고학적으로 보면 인형 다음으로 가장 오랜 기원을 갖고 있다. 미국 요요 협회 등에 따르면, 요요는 본래 중국에서 기원하였다고 알려져 있지만, 고대 그리스에서도 기원전 500년 경에 요요와 비슷한 놀이기구가 있었음을 유물들을 통해 확인할 수 있다. 이처럼 교역로를 통하여 아시아와 유럽으로 퍼져나간 요요는 프랑스 혁명 당시 망명자들 사이에서도 스트레스 해소용으로 인기를 끌었다. 이 요요가 필리핀으로 전해져 원주민들의 놀이로 정착되었고, 미국에 알려지면서 1920년대 이후 큰 유행을 일으키게 되었다.
한편, 필리핀에서 요요가 오늘날의 모습을 갖추어 나갔기 때문에 요요가 필리핀에서 기원했다는 설도 제기되었다. 다시 말해, 요요는 16세기 필리핀 주민들이 예리한 돌을 실에 꿰어 사냥도구로 사용하던 것이 여가시간에도 쓰이게 되어 놀이도구로 발전한 것으로 수세기의 역사를 지녔다는 것이다. '요요'라는 말 자체도 타갈로그어의 '와라 와라(come-come)'라는 의미의 단어에서 유래했다고 전하지만, 타갈로그어로 오다(come)는 dumating이다. 다만, 1860년 출판된 필리핀어 사전에 'yo-yo'라는 단어가 나타난 것으로 보아 필리핀에서 사용되던 다른 언어에서 유래했을 가능성도 있다.

## 구조
작은 원판 두개를 연결하고 이 원판 사이에 실을 연결한 형태이다. 요요의 회전력을 높이기 위해서 두 원판에 베어링을 내장하여 연결하기도 한다.
일부 요요는 원심력을 이용한 브레이크가 장착되어 있어서 아래로 힘껏 뿌리치면 원심력에 의해 브레이크가 풀려서 자유롭게 회전하다가 속도가 늦춰지면 브레이크가 걸리면서 자동으로 실에 감겨 올라오기도 한다.

## 원리
요요는 실은 감은 후 손에서 놓으면 실이 풀리면서 요요의 본체가 내려가며 지속적으로 회전을 하며, 일정시간이 지나거나 위로 힘을 가하면 실이 되감기면서 다시 돌아오게 된다.
요요는 관성의 법칙에 의해서 실이 모두 풀린 상태에서도 지속적으로 회전을 하게 된다. 이 관성이 요요의 축과 줄 사이의 마찰력보다 약해지게 되면 다시 위로 되돌아오게 된다.

## 종목
- 1A(원핸드)
- 1개의요요를 사용하여 기술을하는종목이다
- 2A(투핸드)

2개의 요요를 사용하는 종목. 모디파이형 요요를 사용한다.
- 3A

2개의 요요를 사용하여 스트링기술을 하는 종목. 2A와는 다르게 나비형 요요를 사용한다.
- 4A(오프스트링)

줄과 연결하지 않은 요요를 사용하는 종목.
- 5A(카운터 웨이트)

줄끝에 다이스라는 무게추를 연결한 요요를 사용하는 종목.
- 통합종목
  - X디비전: 3A~5A
  - 9A:4A~5A
  - Y디비전: 2A~5A

## 같이 보기
- 팽이